# Goldschwanzsylphe
Die Goldschwanzsylphe (Sappho sparganurus, Syn. Sappho sparganura) oder Schleppensylphe, gelegentlich auch Kometschweifkolibri oder Sapphokolibri, ist ein Seglervogel in der Familie der Kolibris (Trochilidae) und die einzige Art der somit monotypischen Gattung Sappho. Er kommt in den südamerikanischen Ländern Bolivien und Argentinien vor. Der Bestand wird von der IUCN als „nicht gefährdet“ (least concern) eingestuft.

## Merkmale

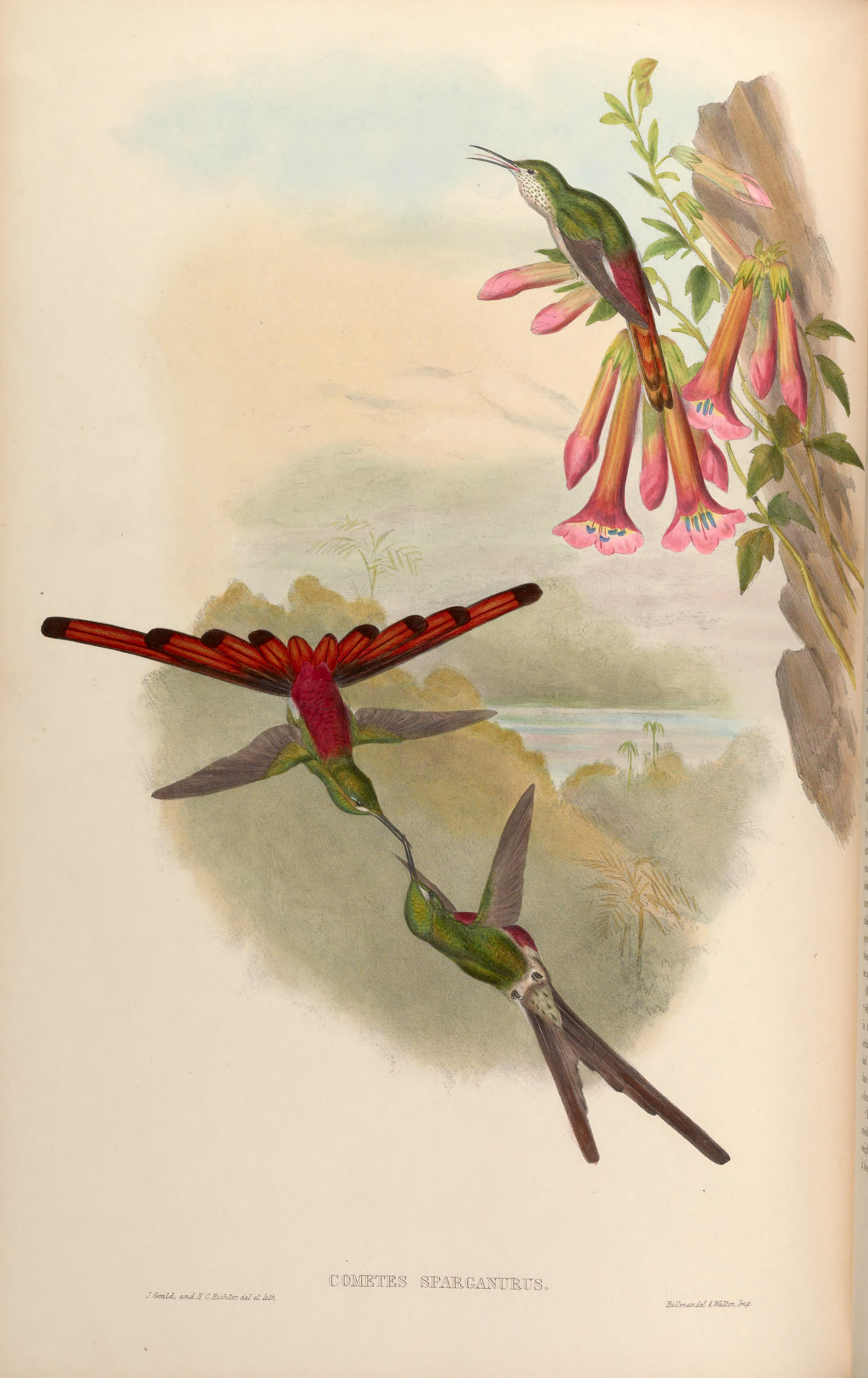
Goldschwanzsylphe ♂ und ♀

Die Goldschwanzsylphe erreicht abhängig von der Schwanzlänge eine Körperlänge von etwa 12 bis 19 cm, wobei der leicht gebogene Schnabel ca. 17 mm ausmacht. Der gegabelte Schwanz, bestehend aus eher dicken Fahnen mit geraden stumpfen Enden, variiert in der Länge zwischen 5 cm bei Jungtieren und 10 cm bei ausgewachsenen Männchen. Adulte Männchen sind bronzegrün mit einer V-förmigen smaragdgrünen Kehle. Große Teile des Rückens und des Bürzels sind purpurn. Der Schwanz ist orangerot golden, wobei das Gold im Licht grün wirkt und samtschwarze Flecken an den Enden aufweist. Die schwärzliche Unterseite hat einen leichten Goldschimmer. Die Weibchen haben eine blasse gelbbraune Unterseite, die von feinen grünen Flecken durchzogen ist. Der deutlich kürzere Schwanz hat schwarze Flecken mit weißem seitlichen Saum.
Jungtiere ähneln den Weibchen, haben aber einen bronzegrünen Rücken mit einem nur leicht kupferfarbenen Bürzel. Das Weiß der äußeren Steuerfedern dringt leicht bis in die Innenfahnen ein.

## Verbreitung

Verbreitungskarte der Goldschwanzsylphe

Die Art kommt in den Hochplateaus und Bergwäldern der Anden von Bolivien, Chile und Westargentinien vor. Dort bewohnt sie die niedrige Vegetation. Man findet sie in Höhen zwischen 2000 und 4000 Metern. Dabei bevorzugen sie trockene Berghänge mit verstreuten Bäumen und Büschen sowie mit Kräutern bedeckte Vegetation. In Schluchten findet man sie auch in dichtem Gestrüpp oder halbfeuchten laubabwerfenden Wäldern.

## Lebensweise
Die Goldschwanzsylphe ernährt sich hauptsächlich vom Nektar des Buschparasiten (Psitacnthus cuneifolus), den sie im Schwirrflug sammelt. Zu ihren bevorzugten Pflanzen, die sie anfliegt, gehören Castilleja, Salbei (Salvia) und Blumen mit langen Kelchen, wie Tabak (Nicotiana), die zu den Riemenblumengewächsen gehörenden Tripodanthus und die zu den Sommerwurzgewächsen gehörenden Lamourouxia.
Des Weiteren nimmt die Goldschwanzsylphe öfter Sonnenbäder, um ihren hohen Energiebedarf zu decken. Die Männchen besetzen ein Territorium und verteidigen es energisch gegen männliche Rivalen. Zur Paarungszeit schlagen sie ihren langen Schwanz sehr schnell auf und ab.

## Brut
Das an einem Baum, einer Felswand o. ä. befindliche Nest wird aus Pflanzenteilen und Moosen gefertigt. Es ist bekannt, dass die Goldschwanzsylphe in Bolivien ihre Eier von April bis Juni legt. In Argentinien in der Provinz Córdoba wurden im November Brutnester entdeckt.

## Lautäußerungen
Bei der Nahrungsaufnahme stoßen Goldschwanzsylphen oft ein unmelodisches tjrrt aus. Wenn sie auf erhöhten Ästen sitzen, hört sich ihr Ruf wie scharfe tsha- und zack-Laute an, die sie monoton in sekündlichen Intervallen wiederholen.

## Unterarten
Derzeit werden zwei Unterarten unterschieden:
- Sappho sparganurus sparganurus (Shaw, 1851)[4] – Die Nominatform kommt im nördlichen und zentralen Bolivien vor.
- Sappho sparganurus sapho (Lesson), 1828[5] – Die Unterart ist vom Süden Boliviens über den nördlichen und westlichen Teil Argentiniens bis in den Osten Zentralchiles verbreitet. Ein Vorkommen in Chile am Pass von Portillo de las Yeguas, wie man es bei einigen Autoren vorfindet, wird aber angezweifelt.[6] Die Subspezies unterscheiden sich von der Nominatform durch den lilarosa goldenen Schwanz.

## Etymologie und Forschungsgeschichte
Die Erstbeschreibung der Goldschwanzsylphe erfolgte 1812 durch George Shaw unter dem wissenschaftlichen Namen Trochilus sparganurus und dem englischen Trivialnamen Bar-tailed Humming-bird. Das Typusexemplar stammte aus dem Museum von William Bullock. Als Verbreitungsgebiet nannte er irrtümlich Peru, ein Land, in dem die Goldschwanzsylphe nicht vorkommt. Der Begriff Sappho geht auf eine antike griechische Dichterin zurück. Das Artepitheton sparganurus setzt sich aus den griechischen Wörtern σπαργανόω, σπάργανον sparganóō, spárganon für „wickeln, binden, Band“ und ουρά ourá für „Schwanz“ zusammen. Saphiro hat seinen Ursprung im lateinischen Wort saphirus für Saphir.